# Экспертная улица (Чернигов)
Экспертная улица (до 2024 года — улица Степана Разина) (укр. Експертна вулиця) — улица в Новозаводском районе города Чернигова. Пролегает от улицы Ремзаводская до улицы Каштановая с проездом к улице Максима Загривного.
Нет примыкающих улиц.

## История
Улица РТС начала застраиваться в 1950-е годы поблизости к заводу «Октябрьский молот». Затем Улица РТС была переименована на улица Степана Разина — в честь донского казака, предводителя восстания 1670—1671 годов Степана Тимофеевича Разина.
С целью проведения политики очищения городского пространства от топонимов, которые возвеличивают, увековечивают, пропагандируют или символизируют Российскую Федерацию и Республику Беларусь, 8 февраля 2024 года улица получила современное название — из-за расположенного по улице научно-исследовательского экспертно-криминалистического центра МВД, согласно Решению Черниговского городского совета № 37/VIII-21 «Про переименование улиц в городе Чернигове» («Про перейменування вулиць у місті Чернігові»).

## Застройка
Первый участок улицы пролегает на юг параллельно улице Каштановая, затем примыкает перпендикулярно первому второй участок улицы — пролегает на запад к Каштановой улице. Непарная сторона начала улицы занята нежилой застройкой (автотранспортные предприятия), но нумерация непарной стороны начинается на втором участке, вся парная и непарная конца улицы — усадебной застройкой. 
Учреждения:
1. дом № 19 — Черниговский научно-исследовательский экспертно-криминалистический центр МВД